# Johann Gustav Schweikert

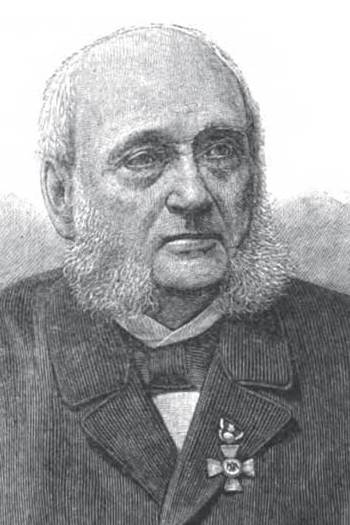
Johann Gustav Schweiker

Johann Gustav Schweikert (* 3. Januar 1816 in Grimma; † 21. März 1903 in Breslau) war ein deutscher Mediziner und Homöopath.

## Leben
Johann Gustav Schweikert war ein Sohn von Georg August Benjamin Schweikert und dessen dritter Frau Christiane Wilhelmine Spilke. Er hatte die Fürstenschule Grimma von 1829 bis 1835 besucht. Am 26. Mai 1835 immatrikulierte er sich an der Universität Leipzig, um ein Studium der Medizin zu absolvieren. Dazu besuchte er die Vorlesungen zur allgemeinen, speziellen und vergleichenden Anatomie, Physiologie, Pathologie, Chemie, Physik bei Gustav Theodor Fechner (1801–1887), Botanik, Zoologie sowie Logik und Metaphysik. Daneben wurde er Assistent bei seinem Anatomielehrer Ernst Heinrich Weber (1795–1878) und hatte in der Heilanstalt seines Vaters die Möglichkeit, sich an den dortigen Lehrveranstaltungen zu beteiligen. 
1837 folgte er seinem Vater und wechselte an die Universität Breslau, wo er sich am 22. April immatrikulierte. Hier besuchte er unter anderem die Vorlesungen von Traugott Wilhelm Gustav Benedict (1785–1862), unter welchem er sich mit der Augenheilkunde und Chirurgie auseinandersetzte. Daneben besuchte er Vorlesungen über Pädiatrie, Ernährungstherapie, Geburtshilfe, Rechtsmedizin, Psychologie, Pharmakologie und Toxikologie, Mineralogie, Geschichte der Medizin sowie Therapie und Pathologie, der Fieber und syphilitischen Krankheiten. Am 18. April 1838 schrieb er sich in die Matrikel der Friedrich-Wilhelms-Universität in Berlin ein. 
Dort hatte er an den medizinisch-chirurgischen Einrichtungen gewirkt und die Veranstaltungen der geburtshilflichen-pädiatrischen, augenärztlichen und forensischen Institute verfolgt. Nachdem er seine Arbeit De Amaurosi (Über die Blindheit) verteidigt hatte, wurde er am 3. Juli 1839 zum Doktor der Medizin promoviert. Nach Ablegung des staatlichen Staatsexamens kehrte er 1840 nach Breslau zurück, um seinem Vater in dessen Praxis zu assistieren. 1850 richtete er sich seine eigene Praxis in Breslau ein, er schloss sich dem Zentralverein homöopathischer Ärzte Deutschlands an und war Mitglied im Freien Verein homöopathischer Ärzte in Leipzig. 
Am 1. November 1857 wurde er in die Kaiserlich Leopoldinisch-Carolinische Deutsche Akademie der Naturforscher aufgenommen und er ist Mitbegründer des Vereins schlesischer homöopathischer Ärzte. 1878 wurde er durch Kaiser Wilhelm I. zum Sanitätsrat ernannt und von Kaiser Wilhelm II. wurde ihm 1890 der Rote Adlerorden 4 Klasse überreicht. Bis ins hohe Alter arbeitete Schweikert in seinem Beruf und starb nach kurzer Krankheit. Sein Leichnam wurde auf dem Breslauer St. Christopherusfriedhof beigesetzt, welcher heute nicht mehr existiert. Dem Zentralverein homöopathischer Ärzte hinterließ er seine gesamte Bibliothek und eine Summe von 1000 Mark.
Schweikert war nicht wie sein Vater ein Vertreter der reinen Schule der Homöopathie nach Hahnemanns Grundprinzipien. Darin grenzt er sich deutlich in seinen Schriften ab. Vielmehr kombinierte er die Homöopathie mit den wissenschaftlichen Erkenntnissen seiner Zeit. Er versuchte eine weiter entwickelte Homöopathie als Vervollkommnung der Medizin zu etablieren. In seinen Arbeiten erörterte er mögliche Ursachen von Krankheiten und versuchte homöopathische Theraphieoptionen und prophylaktische Maßnahmen, vor allem gegen die Seuche Cholera zu finden.
Schweikert war zwei Mal verheiratet. Am 28. August 1849 ehelichte er Maria Amalie Henriette Jäschke, die zweite Tochter des Kaufmanns Johann August Wilhelm Jäschke. Nach seiner ersten Ehe, heiratete er Pauline Corsica. Es ist ein Sohn Friedrich Schweikert bekannt.

## Werke
- Die Homöopathie und ihr neuester Gegner, der moderne Brownianer, Herr Doctor Finkenstein in Breslau. Breslau 1845
- Homöopathischer Rathgeber bei Cholera-Erkrankungen, enthaltend eine kurze Darstellung choleraartiger Erkrankungen und asiatischen Cholera, nebst Angabe der für den ersten Augenblick anzuwendenden nöthigsten homöopathischen Arzneimittel. Breslau 1853
- Der Halszellgewebe-Brand (Cynanche cellularis maligna) und seine homöopathische Behandlung. In: Homöopathische Vierteljahrschrift. 1862
- Die Cholera, eine epidemische Lähmung der Capillaren der Darmschleimhaut und ihrer Nerven. Breslau 1868